# New Offenburg
New Offenburg ist eine gemeindefreies Gebiet im Ste. Genevieve County, Missouri. Sie befindet sich 10 Meilen südwestlich von Ste. Genevieve. Die Siedlung entstand im Jahr 1832 und wurde von badischen Auswanderern gegründet. Der Name der Siedlung ist angelehnt an das deutsche Offenburg.
Im Jahr 1867 gründeten die Siedler in New Offenburg ein erstes Postamt (Post Office). Um dieses Postamt entwickelte sich die kleine Siedlung. New Offenburg lag an der Missouri–Illinois Railroad, eine bedeutende Bahnstrecke, die zwischen 1921 und 1978 in Betrieb war. Heute liegt New Offenburg an der Missouri State Route 32.
In New Offenburg leben bis heute deutschsprachige Nachkommen der damaligen Einwanderer, die neben amerikanischem Englisch auch einen badischen Dialekt sprechen. Weitere Sprecher der badischen Dialekte finden sich in Weingarten und Zell.
Der deutsche Dokumentarfilmer Johannes Suhm drehte im Jahr 2013 die Dokumentation „New Offenburg – Die letzten Badener der USA“ über die Bewohner der gleichnamigen Siedlung. Die Premiere des Films fand 2014 in Offenburg statt.